# لودویگ فابریتیوس
لودویگ (لودویک) فابریتیوس (۱۴ سپتامبر ۱۶۴۸، برزیل – ۶ اکتبر ۱۷۲۹، استکهلم) در دوران سلطنت کارل یازدهم و کارل دوازدهم، سفیر سوئد در دربار صفویان در ایران بود. فابریتیوس به نمایندگی از پادشاهی سوئد، سرپرستی سه مأموریت دیپلماتیک به ایران را طی سال‌های ۱۶۸۰–۱۶۷۹، ۱۶۸۴–۱۶۸۳ و ۱۷۰۰–۱۶۹۷ برعهده داشت.

## زندگی
فابریتیوس در ۱۴ سپتامبر ۱۶۴۸ از والدین هلندی در برزیل متولد شد. در سال ۱۶۶۰ یا ۱۶۶۱ با پدربزرگش به مسکو رفت و مدتی بعد به‌عنوان افسر وارد ارتش روسیه شد. او در چندین نبرد شرکت داشت تا آنکه در سال ۱۶۷۰، هنگام جنگ با نیروهای کازاک به فرماندهی استپان رازین، اسیر شد. فابریتیوس پس از سه ماه اسارت از آستراخان گریخت اما به چنگ تاتارها افتاد. پس از مدتی دوباره آزادی‌اش را به دست آورد و در نهایت همراه با پناهجویان هلندی دیگر وارد ایران شد. فابریتیوس به اصفهان رفت و آنجا از طرف کمپانی هند شرقی هلند به او شغلی پیشنهاد شد اما این پیشنهاد را نپذیرفت و در ۱۶۷۲ م. به روسیه بازگشت. گفته شده که فابریتیوس در روسیه در ابتکارعمل یک فرد هلندی به نام «کونراد فن‌کلنک» برای ایجاد مسیر ترانزیت تجاری منظم بین ایران و اروپا از طریق روسیه، مشارکت داشته‌است. ظاهرا فابریتیوس در سال ۱۶۷۶ درخصوص همین موضوع به اصفهان سفر کرده‌است. یک سال بعد، فابریتیوس از ارتش روسیه استعفا داد و به سوئد نقل مکان کرد.

## کارنامهٔ دیپلماتیک

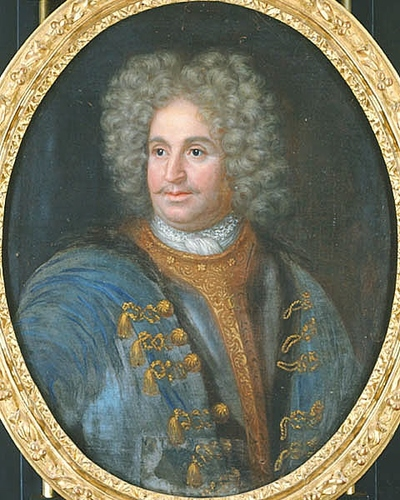
لودویگ فابریتیوس

کارنامهٔ دیپلماتیک فابریتیوس در اواخر دههٔ ۱۶۷۰ میلادی آغاز شد. پیشینهٔ اولین مأموریت او به ایران، بازشدن یک مسیر ترانزیت بین ایران و اروپا از طریق روسیه بود. در ۱۶۶۷، تزار به بازرگانان ارمنی اهل ایران حق داده بود که تجارتشان را از این مسیر انجام بدهند. این امتیاز که در سال ۱۶۷۳ اصلاح و تمدید شد، نقش قابل‌توجهی در ترابری تجاری بین مسکو و آرخانگلسک داشت. سوئد پس از مشاهدهٔ این تحولات، تصمیم گرفت ترانزیت تجاری روسیه را به مسیر بالتیک منحرف کند و شهر ناروا را به انبارگاه اصلی تجاری در این مسیر تبدیل کند. در راستای همین هدف، در ۱۶۷۸، کارل یازدهم هیئتی را برای ایجاد روابط دیپلماتیک با صفویان به ایران فرستاد و فابریتیوس به سرپرستی این هیئت انتخاب شد. ظاهرا فابریتیوس برای این کار از جیب خود هزینه کرده و این امر حاکی از آن است که او با بازرگانان ارمنی در ایران یا مسکو به توافقاتی رسیده بوده‌است.
اطلاعات چندانی دربارهٔ اولین سفر دیپلماتیک فابریتیوس به ایران در دست نیست. فابریتیوس احتمالاً در حدود سال ۱۶۸۰ به اصفهان رسیده اما تا بهار سال بعد به او اجازهٔ تشرف به دربار صفوی داده نشد. اعتبارنامه‌ای که فابریتیوس در سپتامبر همان سال تقدیم شاه ایران کرد شامل بود بر اجازه به بازرگانان ایرانی برای ورود به قلمرو سوئد، دو سال معافیت از تعرفه برای آنها، و تعهد سوئد به کشتی‌سازی در دریای خزر. در اوایل ۱۶۸۲، شاه سلیمان یکم در پاسخ به پیشنهاد سوئد اعلام کرد که ابریشم ایران از این به بعد از طریق مسیر روسیه و ناروا حمل خواهد شد، اما به این شرط که بازرگانان ارمنی و غیرارمنی ایران تمایل به این کار داشته باشند. در پاسخ رسمی‌ای که فابریتیوس با خود به سوئد برگرداند، شاه ایران اشاره‌ای به مسائل تجاری نکرده بود و صرفاً از همتای سوئدی خود برای ارسال هیئت دیپلماتیک تشکر می‌کرد. اما بازرگانان ارمنی اشتیاق بیشتری نشان دادند و یکی از آنها نامه‌ای خطاب به چارلز یازدهم نوشت و برای آزمودن مسیر جایگزین از طریق نووگورود و ناروا ابراز تمایل و آمادگی کرد. کلانتر جلفا نیز نسبت به پروژه کشتی‌سازی ابراز علاقه کرد و قول داد که ارمنی‌های اطراف خود را به انتخاب مسیر ترانزیت جدید تشویق خواهد کرد. همچنین، هیئتی از بازرگانان ابریشم اهل جلفا فابریتیوس را در بازگشت به سوئد همراهی کردند. فابریتیوس در اواخر ۱۶۸۲ به سوئد رسید.
پس از بازگشت فابریتیوس، چارلز یازدهم فوراً او را به مأموریت دیپلماتیک دیگری به ایران فرستاد. از سفر دوم که در آوریل ۱۶۸۳ آغاز شد، اسناد بیشتری در دست است، از جمله توصیفات خود فابریتیوس و روایت‌های مکتوب انگلبرت کمپفر که دبیر این هیئت بود. هیئت دیپلماتیک در مارس ۱۶۸۴ به اصفهان رسید اما شاه سلیمان یکم در اواخر ژوئیه آنها را به حضور پذیرفت. توصیه‌های منجمان و احتمالاً انتظار دربار صفوی برای مشخص‌شدن نتیجهٔ مذاکرات با هلند (که در آن زمان در حال درگیری مسلحانه با ایران بود)، فابریتیوس را وادار کرد که مدتی صبر کند و نامه‌های خود را در سپتامبر آن سال تقدیم شاه ایران کند. علاوه بر پیشنهادهای تجاری، سوئد به ایران پیشنهاد کرده بود که به ائتلاف ضدّ عثمانی در اروپا که به نام اتحاد مقدس (۱۶۸۴) شناخته می‌شد بپیوندد. سفرنامهٔ انگلبرت کمپفر و پروتکل دیدار خصوصی فابریتیوس با شاه ایران، حاکی از آن است که پادشاه سوئد به شاه ایران پیغام داده که آمادگی دارد برای کمک به ایران در نبرد با عثمانی، سرباز بفرستد. در هر حال، گرایش صلح‌طلبانهٔ شاه سلیمان یکم (حاصل ارزیابی واقع‌گرایانهٔ او از توانایی ارتش صفوی در مقابل نسبت توانایی ارتش عثمانی) باعث شد که او دعوت برای پیوستن به اتحاد مقدس را رد کند. پس از دوره‌ای سه ساله که طی آن شاه ایران یازده بار فابریتیوس را به حضور پذیرفت، شاه به هیئت سوئدی اطلاع داد که می‌تواند تمامی خواسته‌های پادشاه سوئد را قبول کند، به‌جز پیشنهاد ادامهٔ درگیری با عثمانی. ایرانی‌ها که با محاصرهٔ بندرعباس از سوی هلند روبرو شده بودند، در این مقطع بیشتر به پیشنهادهای تجاری این هیئت علاقه نشان دادند. البته دستاوردهای رسمی تجاری این سفر هم چشمگیر نبود. این بار هم بازرگانان جلفایی بودند که بیشترین علاقه را برای منحرف‌کردن مسیر ترانزیت تجاری برای عبور از ناروا نشان دادند. باز هم یک هیئت ارمنی، فابریتیوس را در بازگشت به استکهلم همراهی کرد. این مأموریت در نهایت منجر به گشایش مسیر تجاری ناروا در اواخر ۱۶۸۰ شد که تسهیلات و تدارکات مناسب و تعرفه‌های ترجیحی در اختیار بازرگانان می‌گذاشت. تا زمان درگرفتن جنگ بزرگ شمالی بین روسیه و سوئد در ۱۷۰۱، این مسیر تبدیل به رقیب جدی مسیر آرخانگلسک شده بود.
تلاش ارمنی‌ها در دههٔ ۱۶۹۰ برای بازکردن مسیر ترانزیت تجاری از طریق لهستان و شاهزاده‌نشین کورلند، باعث شد کارل یازدهم به فکر سازماندهی مأموریت دیپلماتیک سوم به ایران بیفتد تا مزایای مسیر تجاری ناروا بهتر تبلیغ شود. این بار، فابریتیوس قرار بود خواسته‌هایی به نفع سوئد از شاه ایران بخواهد از جمله حقوق دوجانبه برای بازرگانان سوئد در ایران، تعرفه‌های پایین‌تر، و ایجاد مهمانسرایی برای سوئدی‌ها مشابه با مهمانسرایی که ارمنی‌ها را در ناروا اسکان می‌داد. همچنین قرار بود فابریتیوس از شاه سلطان حسین تقاضا کند که از تزار بخواهد به بازرگانان سوئدی که در حال ترک یا بازگشت به سوئد هستند حق ترانزیت رایگان اعطا کند. کارل یازدهم درست قبل از خروج هیئت از سوئد درگذشت و فابریتیوس موظف شد علاوه بر موارد فوق، شاه ایران را از تغییرات اخیر در حکومت سوئد نیز مطلع کند.
اطلاعات دربارهٔ مأموریت سوم نیز بسیار اندک است. فابریتیوس در مه ۱۶۹۷ استکهلم را ترک کرد، در ۲۸ سپتامبر از مسکو خارج شد و بیش از یک سال طول کشید تا در ۸ نوامبر ۱۶۹۸ به اصفهان برسد. علاوه بر تقدیم پیشنهادهای فوق، به نظر می‌رسد که فابریتیوس در این سفر از ایرانی‌ها خواسته که یک سفیر به سوئد بفرستند. او در این خواسته موفق بود اما از جهات دیگر دستاوردی بیش از ابراز دوستی از سوی شاه سلطان حسین کسب نکرد. اقامت او در پایتخت صفویان تا بهار ۱۶۹۹ طول کشید و پس از آن همراه با ساروخان بیگ به عنوان سفیر ایران در سوئد، عازم بازگشت شد و در ۲۶ مه ۱۷۰۰ به استکهلم رسید. تأثیر سومین سفر فابریتیوس جیزی چشمگیرتر از دو مأموریت نخست او نبود. طی مدت اقامت او در ایران، روابط بین روسیه و سوئد رو به وخامت گذاشته بود که در نهایت به درگرفتن جنگ بزرگ شمالی بین روسیه و سوئد در ۱۷۰۱ منجر شد و به شانس برقراری ارتباط مستحکم تجاری بین ایران و سوئد از طریق روسیه عملاً پایان داد.